# Isaac Singer
Isaac Merritt Singer (Pittstown, Nova York, 26 d'octubre del 1811 - Paignton, Devon, 23 de juliol de 1875) va ser un inventor nord-americà, actor i empresari. Va realitzar importants millores en el disseny de la màquina de cosir i va ser el fundador de la Singer Sewing Machine Company (Companyia de màquines de cosir Singer). Diversos inventors van patentar màquines de cosir abans que ell, però el seu èxit es va basar en la practicitat de la seva màquina, la facilitat amb què podia ser adaptada per a ús domèstic i que podia ser pagada a terminis.

## Biografia

### Primers anys
Singer va néixer a Pittstown, Nova York, i era el fill més jove de l'immigrant saxó Adam Singer (nascut Reisinger) i de la seva primera esposa Ruth Benson. Els seus pares es van divorciar en 1821 quan tenia 12 anys, la qual cosa li va produir certs problemes emocionals, ja que va haver d'abandonar la luxosa mansió on vivia i traslladar-se a Oswego (Nova York) amb el seu germà gran. Allà hi va estudiar, després de la qual cosa es va ocupar durant set anys en feines precàries fins als 19 anys, quan sent aprenent de mecànic va descobrir la seva vocació com a actor de teatre. Els seus ingressos venien de la seva feina com a mecànic, tant com del d'actor. El 1830 es va casar amb Catherine Maria Haley.
El 1835 es va mudar amb Catherine i el seu fill William a Nova York on va començar a treballar en una editorial. El 1836 va deixar la ciutat per anar com a agent d'actors a Baltimore, on va conèixer Mary Ann Sponsler, a qui li va proposar matrimoni. Va tornar a Nova York, on ell i Catherine van tenir una filla, Lillian, nascuda el 1837.
Després que Mary Ann arribés a Nova York i descobrís que Singer ja estava casat, ella i Singer van tornar a Baltimore, on van simular ser parella. El seu fill Isaac va néixer a 1837.

### Els seus primers invents
En 1839 Singer va aconseguir la seva primera patent per una màquina per trepar pedres venuda per 2.000 dòlars. Això era més diners del que havia guanyat en la seva vida i a causa del seu èxit financer, va optar per tornar a la seva carrera com a actor. Va anar de gira durant 5 anys, i va formar un grup teatral, «Merritt Players», on actuà sota el nom d'Isaac Merritt. Mary Ann també va participar en algunes actuacions, i es feia dir «Sra Merritt».
El 1844 va aconseguir una feina en una impremta a Fredericksburg, Ohio, encara que es va mudar en poc temps a Pittsburgh el 1846 per fundar una botiga de fusta per fabricar tecles de fusta i senyals. A Pittsburgh va descobrir i patentar una «màquina per tallar fusta i metall» el 10 d'abril de 1849.
Amb 38 anys, dues esposes i vuit fills, es va mudar amb la seva família de tornada a Nova York, tot esperant fer negoci amb la seva màquina en aquesta ciutat. Va obtenir un avançament per construir un prototip, d'aquesta manera va aconseguir una oferta per comercialitzar el seu invent a Boston. A Boston va ser on es va mudar el 1850 per vendre la seva invenció a la botiga d'Orson C. Phelps, on Lerow and Blogett estaven construint màquines de cosir. Phelps li va demanar a Singer que les observés, ja que eren difícils d'usar i fabricar. Singer va descobrir que la màquina de cosir seria més fiable si el llançador es movia en línia recta i l'agulla era recta.
Singer va obtenir diners, una altra vegada, de George B. Zieber, amb el qual va arribar a ser company, a més de Phelps, en la fabricació de la «màquina de cosir de Jenny Lind», anomenada així en homenatge a la soprano sueca Jenny Lind. Va rebre la patent per millorar la màquina de cosir el 12 d'agost de 1851. Quan es va començar a vendre, el model de Singer es va imposar al de Jenny Lind, per tractar-se d'un model més pràctic.

## I. M. Singer & Co
En 1856, els fabricants Grover & Baker, Singer, Wheeler & Wilson, que s'acusaven mútuament d'infracció de patent, es van reunir a Albany per prosseguir amb els seus plets. Orlando B. Potter, advocat i president de la Grover i Baker Company, va proposar que, en lloc de malgastar els seus guanys en litigis, posessin en comú les seves patents. Van acordar de formar la Sewing Machine Combination, però perquè això fos d'utilitat havien d'assegurar-se la cooperació d'Elias Howe, que encara mantenia litigis sobre algunes patents importants. Segons els termes de l'acord, Howe rebria uns royalties per cada màquina de cosir fabricada.
Les màquines de cosir van començar a ser produïdes en massa. I. M. Singer & Co fabricà 2,564 màquines el 1856, i 13.000 en 1860 i va construir una nova planta a Mott Street, Nova York. Posteriorment, es va construir una planta de producció massiva prop d'Elizabeth (Nova Jersey).
Fins llavors, les màquines de cosir havien estat màquines industrials, fetes per a la roba, sabates, brides i per als sastres, però en 1856 es van començar a comercialitzar màquines més petites per a ús domèstic. No obstant això, amb el llavors enorme preu de més de 100 dòlars, se'n van vendre poques. Singer invertí fortament en la producció en sèrie que utilitza el concepte de peces intercanviables desenvolupat per Samuel Colt i Eli Whitney per a les seves armes de foc. Va ser capaç de reduir el preu a la meitat, mentre que al mateix temps augmentava el seu marge de benefici en un 530%. Singer va ser el primer que va posar una màquina familiar, The turtle back ('la part posterior de la tortuga'), al mercat. Amb el temps, el preu va baixar a 10 dòlars. Segons PBS, «El seu company, Edward Clark, va ser pioner en els plans de compra a terminis i acceptació de pagaments parcials, la qual cosa feu que augmentar les vendes».
I. M. Singer va expandir el seu mercat a Europa, amb l'establiment d'una fàbrica a Clydebank, prop de Glasgow, controlada per l'empresa matriu, i es convertí en una de les primeres empreses multinacionals dels Estats Units, amb agències a París i Rio de Janeiro.

## Anys finals a Europa

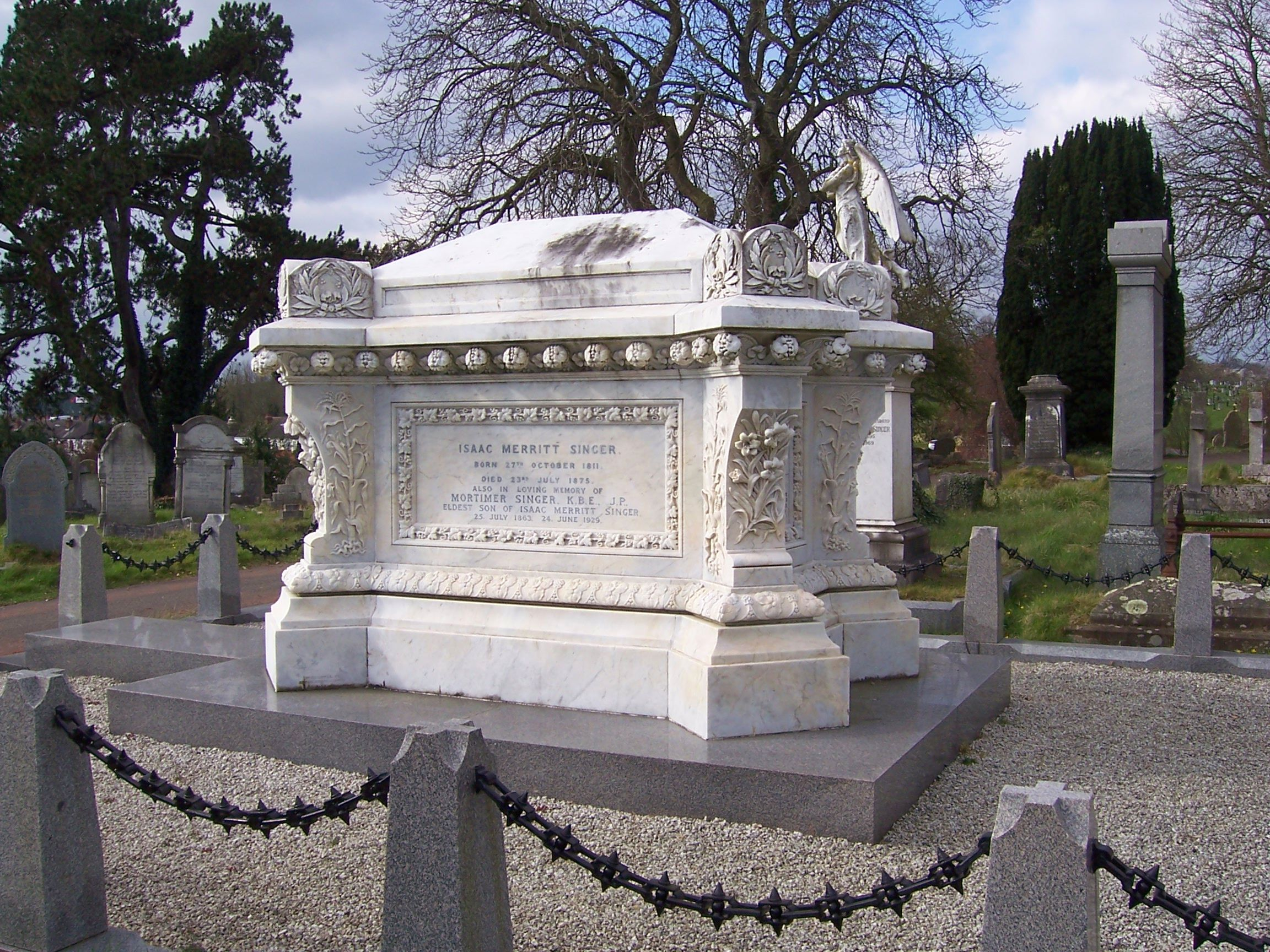
Tomba de Singer al cementir de Torquay

El 1863, I. M. Singer & Co. fou dissolta de comú acord; el negoci va continuar com a The Singer Manufacturing Company, el 1887.
El 1871, Singer va comprar una finca a Paignton, Devon, Anglaterra. Va encarregar la Mansió Oldway com la seva residència privada; va ser reconstruïda pel seu tercer fill, Paris Singer, a l'estil del Palau de Versalles.

## Vida personal
El 1830, als dinou anys, Isaac Singer es va casar amb Catherine Maria Haley (1815–1884), de quinze anys. La parella va tenir dos fills abans de deixar-la per unir-se als Baltimore Strolling Players. El 1860, Singer es va divorciar de Catherine a causa del seu adulteri amb Stephen Kent. El seu fill William va parlar per la seva mare en el cas de divorci i va ser rebutjat per Singer, inclòs en el seu testament on William va rebre només 500 dòlars de la fortuna de 13.000.000 dòlars de Singer. Els seus dos fills eren:
- William Adam Singer (1834–1914), que el 1872 es va casar amb Sarah Augusta Webb (1851–1909), germana bessona de William Seward Webb (que es va casar amb Eliza Osgood Vanderbilt).[8]
- Lillian C. Singer (1837–1912), que es va casar amb Harry Hodson.[8]

El 1836, mentre encara estava casat amb Catherine, Singer va començar una relació de 25 anys amb Mary Ann Sponsler (1817–1896). Junts, Mary Ann i Isaac van tenir deu fills, dos dels quals van morir en néixer, incloent:
- Isaac Augustus Singer (1837–1902), que es va casar amb Sarah Jane Clarke.[8]
- Vouletti Theresa Singer (1840–1913), que es va casar amb William Fash Proctor.[9]
- John Albert Singer (1842–1911), que es va casar amb Jennie C. Belinski.[10]
- Fanny Elizabeth Singer (1844–1909), que es va casar amb William S. Archer.[11]
- Jasper Hamlet Singer (1846–1922), que es va casar amb Jane Collier Cook.[12]
- Mary Olivia Singer (1848–1900), que es va casar amb Sturges Selleck Whitlock, senador de l'estat de Connecticut.[13]
- Julia Ann Singer (1855–1923), que es va casar amb Martin J. Herz.
- Caroline Virginia Singer (1857–1896), que es va casar amb Augustus C. Foster.[8]

L'èxit financer va permetre a Singer comprar una mansió a la Cinquena Avinguda, on va traslladar la seva segona família. Ell i Mary Ann havien abandonat la seva companyia d'actuació conjunta, els Merritt Players, ja que els seus invents tenien més èxit. Va continuar vivint amb Mary Ann, fins que el va veure conduint per la Cinquena Avinguda assegut al costat de Mary McGonigal, una empleada, de la qual Mary Ann ja tenia sospites. Segons sembla, Singer també va tenir una aventura amb la germana de McGonigal, Kate McGonigal. Junts, Mary McGonigal i Isaac eren pares de set fills (que utilitzaven el cognom Matthews), dos dels quals van morir al néixer, incloent:
- Ruth Mary Matthews (n. 1852)

- Clara Matthews (1854–1933), que es va casar amb el coronel Hugh Stafford el 1880.[14][15]
- Margaret Matthews (1858–1939), que es va casar amb Granville Henry Jackson Alexander, Esq., l’Alt Sheriff d'Armagh.[16]
- Charles Alexander Matthews (1859–1883), que es va casar amb Minnie Mathews.[17][18]
- Florence Adelaide Matthews (c. 1859-1932), que es va casar amb Harry Ruthven Pratt.[19]

I Mary Ann, encara anomenant-se senyora IM Singer, va fer arrestar el seu marit per bigàmia. Singer va quedar en llibertat i, deshonrat, va fugir a Londres el 1862, portant-se Mary McGonigal amb ell. Després, es va descobrir una altra de les famílies d'Isaac: tenia una esposa, Mary Eastwood Walters, una demostradora de màquines, amb qui havia tingut una filla al Baix Manhattan:
- Alice Eastwood (de soltera Walters) Merritt (1852–1890), que va adoptar el cognom Merritt i es va casar dues vegades, inclosa amb WAP LaGrove als divuit anys en un matrimoni concertat per Singer.

El 1860, Isaac havia engendrat i reconegut vint fills, setze dels quals encara vivien, de quatre dones. El 1861, la seva antiga amant Mary Ann el va portar a la cort per haver abusat d'ella i de la seva filla Vouletti. Amb Isaac a Londres, Mary Ann va començar a tractar d'assegurar una reclamació financera sobre els seus actius presentant documents que detallaven les seves infidelitats i afirmant que, tot i que mai s'havia casat formalment amb Isaac, es van casar de dret comú vivint junts durant set mesos després que Isaac es divorciés de la seva primera dona, Catherine. Finalment, es va arribar a un acord, però no es va concedir cap divorci. No obstant això, va afirmar que era lliure de casar-se i, de fet, es va casar amb John E. Foster.

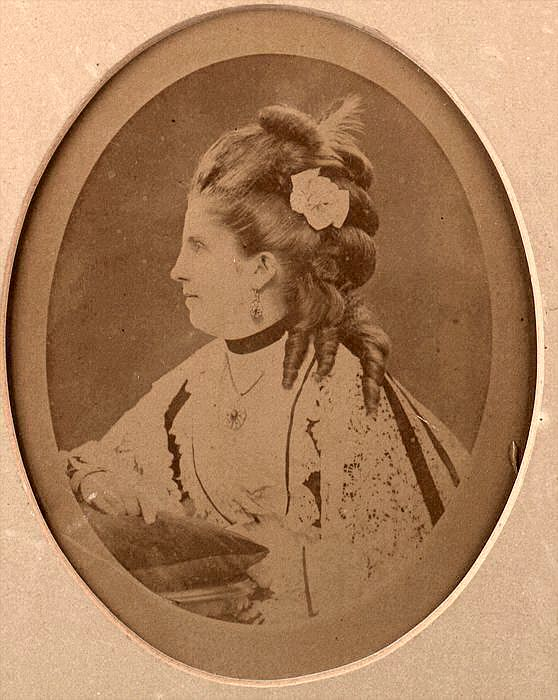
La segona esposa del cantant, Isabella Eugenie Boyer

Isaac, per la seva banda, havia tornat a conèixer Isabella Eugenie Boyer, una francesa de dinou anys, amb qui havia viscut a París quan s'hi allotjava el 1860. Va deixar el seu marit i es va casar amb Isaac, que ja tenia cinquanta anys, sota el nom d'Isabella Eugenie Sommerville el 13 de juny de 1863, mentre estava embarassada. Junts, van tenir sis fills:
- Sir Adam Mortimer Singer (1863–1929)[20]

- Winnaretta Eugenie Singer (1865–1943),[21] mecenes de la música del segle XX que es va casar amb el príncep Louis de Scey-Montbéliard el 1887. Es van divorciar el 1892 i es va casar amb el príncep Edmond de Polignac.[22]

- Washington Merritt Grant Singer (1866–1934), que es va casar amb Blanche Emmeline Hale i Ellen Mary Allen.[23][24]

- Paris Eugene Singer (1867–1932),[25] que es va casar amb Cecilia Henrietta Augusta Lillie Graham (1867–1951). París era un amic íntim de l'arquitecte de Palm Beach Addison Mizner.[26]

- Isabelle-Blanche Singer (1869–1896), que es va casar amb l'aristòcrata francès Jean, Duc Decazes et de Glücksbierg el 1888.[27]

- Franklin Merritt Morse Singer (1870–1939),[28] que es va casar amb Emilie Maigret.[28]

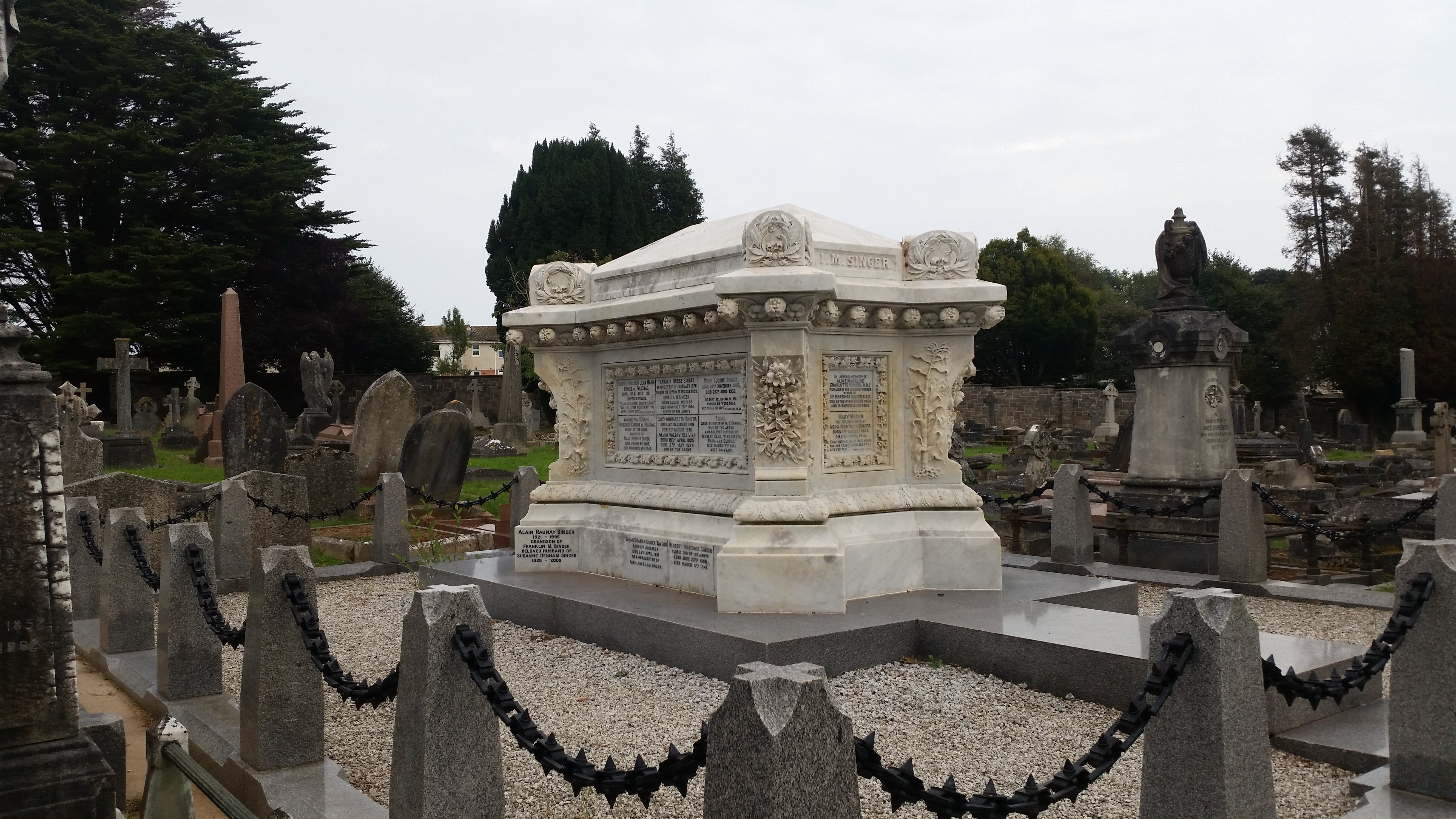
La tomba de la família Singer al cementiri de Torquay

Isaac Singer va morir el 1875, poc després del casament de la seva filla per Mary Eastwood Walters, Alice, el vestit de la qual havia costat tant com un apartament a Londres. El seu funeral va ser un assumpte elaborat amb vuitanta carruatges tirats per cavalls, i uns 2.000 dolents, per veure'l enterrat localment al cementiri de Torquay, a petició seva en tres capes de taüt (cedre folrat de setí, plom, roure anglès amb decoració de plata) i una tomba de marbre.

## Llegat i honors
- El vaixell Liberty de la Segona Guerra Mundial SS Isaac M. Singer va ser batejat així en el seu honor.
- Singer Island, Florida va rebre el nom del seu fill Paris Singer